# Discografia dei Tokyo Blade
La pagina racchiude la discografia del gruppo britannico Tokyo Blade, che inizia dal 1983.

## Album in studio
- 1983 - Tokyo Blade
- 1984 - Midnight Rendezvous
- 1984 - Night of the Blade
- 1986 - Blackhearts and Jaded Spades
- 1987 - Ain't Misbehavin'
- 1989 - No Remorse a.k.a. The Eye of the Storm
- 1989 - No Remorse
- 1995 - Burning Down Paradise
- 1998 - Night of the Blade...The Night Before
- 1998 - Pumphouse
- 2011 - Thousand Men Strong[1][2]

## Album dal vivo
- 2009 - Live in Germany

## Compilation
- 1985 - Warrior of the Rising Sun
- 1993 - Tokyo Blade
- 1998 - Mr. Ice

## Extended play
- 1984 - Lightning Strikes
- 1984 - Midnight Rendezvous
- 1985 - Madame Guillotine
- 1985 - The Cave Sessions

## Singoli
- 1983 - 2nd Cut
- 1983 - If Heaven Is Hell / Highway Passion
- 1983 - Powergame / Death on Main Street
- 1984 - Midnight Rendezvous / If Heaven Is Hell
- 1984 - Monkey's Blood
- 1986 - Undercover Honeymoon / Stealing the Thief
- 1987 - Movie Star / Tokyo City / Heartbreaker

## Album video
- 1985 - Live at Camden Palace, London
- 2005 - Live from London
- 2010 - Live in Germany